# Guillermo Hunt
Guillermo Juan Hunt (1952- ) es un diplomático de carrera argentino con rango de embajador. Se desempeña como Embajador argentino en Japón desde diciembre de 2020.
Guillermo Juan Hunt fue negociador del Tratado del Mercosur y participó en las negociaciones entre Argentina y el Reino Unido en el marco del conflicto de las Islas Malvinas. Ostenta  la Orden de Río Branco con el Grado de Comendador  en la República Federativa de Brasil y la  Orden Nacional de la Cruz del Sur  con el Grado de Gran Oficial también de  Brasil.

## Biografía
Guillermo Hunt nació 1 de julio de 1952 en la localidad Tandil (Argentina). Realizó sus estudios primarios y secundarios en el Colegio “San José” de su ciudad natal  obteniendo  el título de Bachiller Nacional. Posteriormente, se mudó a la Ciudad Autónoma de Buenos Aires donde estudió Ciencias Políticas,  licenciándose en  la Universidad del Salvador en  1975. Luego realizó un Posgrado en Relaciones Internacionales en la misma Universidad, obteniendo el título en el año 1977.
En 1982 es destinado a la Embajada de Argentina en los Estados Unidos como colaborador del entonces embajador, Lucio García del Solar en la cuestión de las Islas Malvinas. En 1989 participó de las negociaciones con el Reino Unido que concluyeron con el levantamiento de la Zona de Exclusión alrededor de las Islas Malvinas y con el restablecimiento de las relaciones diplomáticas entre ambos países.
En 1989 fue director del Programa de Integración con Brasil. Fue uno de los negociadores del Tratado de Asunción que inició el Mercosur en 1991 y los acuerdos de integración regional hasta fin de 1993. Su trabajo en esas  negociaciones lo posicionó como Director del Mercosur de la Cancillería hasta el Protocolo de Ouro Preto. 
A fines de 1993 fue designado Subsecretario de Pequeña y mediana empresa del Ministerio de Economía durante el gobierno de Carlos Menem. En ese puesto elaboró la Ley de  Pymes que fue aprobada en 1995 por muy amplia mayoría y dio lugar a las Sociedades de Garantía Recíproca que permite  la participación del capital privado y/o estatal para garantizar los créditos del sistema financiero a las pequeñas y medianas empresas y que hoy tiene gran difusión en la Argentina. Esta Ley fue modificada en el año 2016
En 1996 fue designado Cónsul General en São Paulo.
En 2003 fue designado segundo del embajador Juan Pablo Lohle en la Embajada Argentina en Brasilia hasta marzo del 2006. En julio de ese mismo año lo designaron como director general de Política Latinoamericana Bilateral de la Cancillería y luego en el año 2007 fue uno de los negociadores del Tratado de Asociación Estratégica con México.
A fines de 2007 fue ascendido al rango de embajador y en  2013 fue nombrado Representante de la Cancillería en la Entidad Binacional Yacyreta.

## Doctrinas
Dentro de sus publicaciones más destacadas, en 1990 Hunt escribió la Doctrina de la Araña, una doctrina que se toma en Relaciones Internacionales para explicar las relaciones multilaterales y la política exterior de Estado de la República Argentina. 
Esta doctrina explica que Argentina debe apoyarse en varias “patas” simultáneamente, todas necesarias, aunque diferentes, entre las cuales Brasil, Estados Unidos, la Unión Europea, China,  el resto de América Latina y Japón, representan las de mayor importancia. Algunas tendrían mayor contenido comercial, otras político, otras de inversiones, transferencia de tecnología, etc. La referencia a la “araña” pretende simplificar visualmente una idea  de aplicación más compleja a la hora de transformarla en políticas específicas de relaciones comerciales entre países.